# Железнодорожник (фильм, 1965)
«Железнодорожник» (англ. The Railrodder, в оригинале — игра слов) — короткометражный немой фильм с Бастером Китоном в главной (фактически — единственной) роли. Фильм, снятый канадским режиссёром Джеральдом Поттертоном за год до смерти Китона, стал своеобразным оммажем Китону. Одновременно с «Железнодорожником» был снят документальный фильм Buster Keaton rides again (очевидно, отсылка к знаменитому фильму Китона «Генерал»), совмещающий рабочие моменты со съёмок «Железнодорожника» с биографией Китона.

## Сюжет
Лондон. Увидев в газете рекламу «Посетите Канаду сейчас!» пожилой джентльмен (Бастер Китон) не долго думая прыгает с моста в Темзу и отправляется в Канаду вплавь. Выбравшись на берег восточного побережья Канады, главный герой обнаруживает железную дорогу с «припаркованной» мотодрезиной. При помощи этого транспортного средства герой совершает путешествие через всю Канаду.